# Patrick "Bang" Nielsen
 Der er flere personer med dette navn, se Patrick Nielsen (flertydig).
Patrick "Bang" Nielsen (født 14. november 1987) er en dansk fodboldspiller, der senest spillede for Viborg FF.
Han kan både spille som back, fløj, angriber.

## Karriere

### Skive IK
"Bang" Nielsen spillede sin første kamp i 1. division, da han for Skive IK var med til at spille 1-1 på Sparbank Arena mod Herfølge Boldklub. I sæsonen 2008-09 spillede han 21 kampe og scorede tre mål for klubben i 1. division. Derudover blev det i efteråret 2008 til to kampe i DBU Pokalen. I den efterfølgende sæson blev han registreret for 24 kampe og tre mål.
Den 30. juni 2010 forlod Patrick Nielsen klubben efter kontraktophør.

### Kjellerup IF
Efter opholdet i Skive, skiftede Patrick Nielsen i sommeren 2010 til det daværende danmarksserie-hold fra Kjellerup IF. Klubben vandt i 2010/11 rækken, og rykkede for første gang i klubbens historie op i 2. division. Nielsen var sideløbende med fodbolden begyndt at læse til pædagog i Silkeborg, hvor han også var bosat. I sommeren 2011 var han på et ugelangt træningsophold i naboklubben Viborg FF, men han valgt at afbryde allerede indledte forhandlinger om en kontrakt, og vende tilbage til Kjellerup for endnu en sæson.
I sæsonen 2011/12 blev han topscorer for klubben, og den sjette bedste i 2. division Vest, med i alt 15 mål..

### Viborg FF
I sommeren 2012 skrev "Bang" Nielsen en kontrakt med 1. divisionsklubben Viborg FF, der var gældende indtil 30. juni 2014. I sin første halvsæson i klubben markerede Nielsen sig som en af profilerne på holdet og blev fast mand på venstre back, hvilket gjorde at han i december 2012 fik forlænget sin kontrakt med klubben frem til 31. december 2016.
Han blev den 2. Februar 2015 udlejet til FC Fredericia for resten af sæsonen
Den 12. august 2015 blev han udlejet til Vendsyssel FF for resten af 2015. Lejeaftalen blev senere forlænget til den 30. juni 2016.
Den 29. juni 2016 blev hans kontrakt hos Viborg FF ophævet.